# Kirton (Lincolnshire)
Kirton è un villaggio e parrocchia civile dell'Inghilterra, appartenente alla contea del Lincolnshire.